# Anthony Bourdain
Anthony Michael Bourdain, född 25 juni 1956 i New York, död 8 juni 2018 i Kaysersberg Vignoble i Haut-Rhin i Frankrike, var en amerikansk kock, TV-personlighet och författare. Han var under en tid köksmästare på Brasserie Les Halles i New York. 
Bourdain hade en amerikansk mor och en franskättad far, och utbildade sig till kock på CIA (Culinary Institute of America). Under sina år på college arbetade han extra som diskare på en restaurang i Provincetown på USA:s ostkust och det var där han bestämde sig för att göra matlagning till sitt yrke. Under senare år reste han världen runt och spelade in matlagningsprogram som till exempel A Cook's Tour och Anthony Bourdain: No Reservations.
Bourdain begick självmord den 8 juni 2018 vid 61 års ålder.

## Privatliv
År 1985 gifte sig Bourdain med Nancy Putkoski som han varit tillsammans med sedan grundskolan. De skilde sig 2005. År 2007 gifte han om sig med Ottavia Busia och tillsammans fick de en dotter samma år. Paret separerade 2016 men hade ännu inte genomgått skilsmässa vid hans död. De sista åren av sitt liv hade han ett förhållande med skådespelerskan Asia Argento.